# Харди (Арканзас)
Харди (англ. Hardy, Arkansas) — город, расположенный в округах Шарп и Фултон (штат Арканзас, США) с населением в 772 человека по данным переписи 2010 года.

## География
По данным Бюро переписи населения США город Харди имеет общую площадь в 6,73 квадратных километров, из которых 6,22 кв. километров занимает земля и 0,52 кв. километров — вода. Площадь водных ресурсов округа составляет 7,73 % от всей его площади. Через город протекает река Спринг, которая берёт своё начало в Маммот-Спринг. Также через город проходит шоссе US 63.
Город Харди расположен на высоте 115 метров над уровнем моря.

## Демография
По данным переписи населения 2000 года в Харди проживало 578 человек, 159 семей, насчитывалось 298 домашних хозяйств и 489 жилых домов. Средняя плотность населения составляла около 86,3 человек на один квадратный километр. Расовый состав Харди по данным переписи распределился следующим образом: 95,33 % белых, 1,04 % — коренных американцев, 0,52 % — азиатов, 3,11 % — представителей смешанных рас. Испаноговорящие составили 0,52 % от всех жителей города.
Из 298 домашних хозяйств в — воспитывали детей в возрасте до 18 лет, 40,9 % представляли собой совместно проживающие супружеские пары, в 9,7 % семей женщины проживали без мужей, 46,6 % не имели семей. 43,6 % от общего числа семей на момент переписи жили самостоятельно, при этом 23,8 % составили одинокие пожилые люди в возрасте 65 лет и старше. Средний размер домашнего хозяйства составил 1,94 человек, а средний размер семьи — 2,67 человек.
Население города по возрастному диапазону по данным переписи 2000 года распределилось следующим образом: 16,8 % — жители младше 18 лет, 6,9 % — между 18 и 24 годами, 20,4 % — от 25 до 44 лет, 27,9 % — от 45 до 64 лет и 28 % — в возрасте 65 лет и старше. Средний возраст жителей составил 49 лет. На каждые 100 женщин в Харди приходилось 79,5 мужчин, при этом на каждые сто женщин 18 лет и старше приходилось 73,6 мужчин также старше 18 лет.
Средний доход на одно домашнее хозяйство в городе составил 17 375 долларов США, а средний доход на одну семью — 25 500 долларов. При этом мужчины имели средний доход в 20 208 долларов США в год против 17 857 долларов среднегодового дохода у женщин. Доход на душу населения в городе составил 12 204 доллара в год. 12,2 % от всего числа семей в округе и 23,4 % от всей численности населения находилось на момент переписи населения за чертой бедности, при этом 23,6 % из них были моложе 18 лет и 28,6 % — в возрасте 65 лет и старше.